# Espiaderos Dos
Espiaderos Dos är en ort i Mexiko.   Den ligger i kommunen Méndez och delstaten Tamaulipas, i den centrala delen av landet, 700 km norr om huvudstaden Mexico City. Espiaderos Dos ligger 46 meter över havet och antalet invånare är 177.
Terrängen runt Espiaderos Dos är platt, och sluttar österut. Runt Espiaderos Dos är det glesbefolkat, med 9 invånare per kvadratkilometer. Närmaste större samhälle är Guadalupe Victoria, 18,0 km öster om Espiaderos Dos. Trakten runt Espiaderos Dos består i huvudsak av gräsmarker.